# Jean-Jacques Denis Mauron
Pour les articles homonymes, voir Denis, Jean-Jacques Denis (homonymie) et Mauron (homonymie).
Jean-Jacques Denis Mauron, né le 8 octobre 1810 à Arconciel et mort le 25 janvier 1885 à Avry-devant-Pont, est une personnalité politique et militaire du canton de Fribourg, en Suisse, membre du parti libéral.
Il est membre du Conseil d'État de 1854 à 1861, à la tête de la Direction de l'intérieur.

## Source
- Georges Andrey, John Clerc, Jean-Pierre Dorand et Nicolas Gex, Le Conseil d’État fribourgeois : 1848-2011 : son histoire, son organisation, ses membres, Fribourg, Éditions La Sarine, 2012, 143 p. (ISBN 978-2-88355-153-4, lire en ligne), p. 36